# Ozero Shitovo (saltsjö i Kazakstan)
Ozero Shitovo är en saltsjö i Kazakstan. Den ligger i den norra delen av landet, 500 km nordväst om huvudstaden Astana. Arean är 1,7 kvadratkilometer.